# Язид III ибн аль-Валид
Язид ибн аль-Валид ибн Абдул-Малик (араб. يزيد ابن الوليد ابن عبد الملك‎) или Язид III (701 — 25 сентября 744) — халиф из династии Омейядов. Правил в течение шести месяцев с апреля по октябрь 744 года.

## Биография
Язид был сыном персидской княжны, которая была подарена в качестве наложницы халифу аль-Валиду I. Сам Язид говорил: «Моими предками были четыре царя: Хосров, Хакан, Кайсар и Марван». Арабский историк Мухаммад ат-Табари описывал Язида высоким и красивым.
За время правления Язида III произошли серьезные волнения в некоторых провинциях халифата. Помимо этого произошёл раскол внутри династии Омейядов. Население Хомса подняло мятеж, призывая отомстить за убитого аль-Валида ибн Язида, и объявило халифом его сына аль-Хакама. Повстанцы убили наместника провинции и под предводительством Абу Мухаммада ас-Суфьяни пошли на Дамаск. Отряд был разгромлен Сулайманом ибн Хишамом и Абдул-Азизом ибн аль-Валидом, а ас-Суфьяни был пленён. Восстания также проходили в Палестине, Армении и Атропатене .